# Guàrdia Nacional de Rússia
Guàrdia Nacional de Rússia o Rosgvárdia (en rus: Федеральная служба войск национальной гвардии Российской Федерации, lit. Servei Federal de tropes de la Guàrdia Nacional de la Federació de Rússia) és la força militar interna del govern rus. La Guàrdia Nacional està separada de les Forces Armades de Rússia. El cos executiu federal va ser establert el 2016 per una llei signada pel president Vladímir Putin. La seva missió declarada és assegurar les fronteres, fer-se càrrec del control d'armes, combatre el terrorisme, el crim organitzat, protegir l'ordre públic i protegir instal·lacions estatals importants.

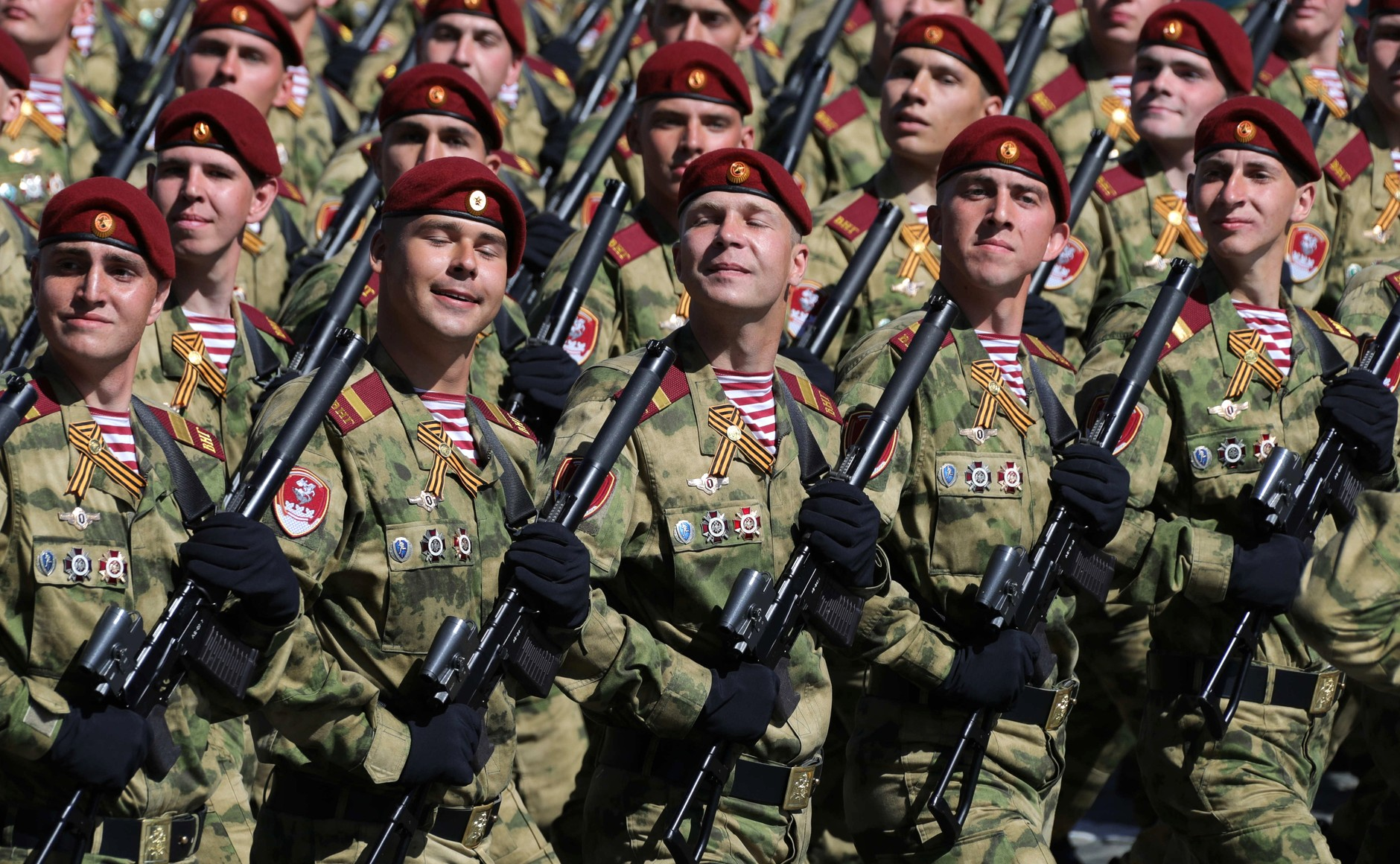
Tropes de la Guàrdia Nacional de Rússia marxant a la desfilada del Dia de la Victòria.

L'establiment de la Guàrdia Nacional es considera un esforç per millorar l'eficiència i evitar la duplicació de responsabilitats dins del sistema de seguretat rus, com a resultat d'una extensa avaluació dels desafiaments estratègics plantejats a Rússia. La Guàrdia Nacional números aprox. 340 000 persones en 84 unitats a tota Rússia i van consolidar les forces de les Tropes Internes MVD, SOBR, OMON i altres forces militars internes fora de les Forces Armades Russes.
El 16 de gener de 2017, el Dia de la Guàrdia Nacional està designat per celebrar-se el 27 de març, el que vincularà a la Guàrdia Nacional amb una llarga història de serveis de seguretat pública a Rússia, sent aquell dia la data en què es va establir el Cos de Guàrdies Interns en 1811, per un decret de l'Emperador Alexandre I de Rússia.

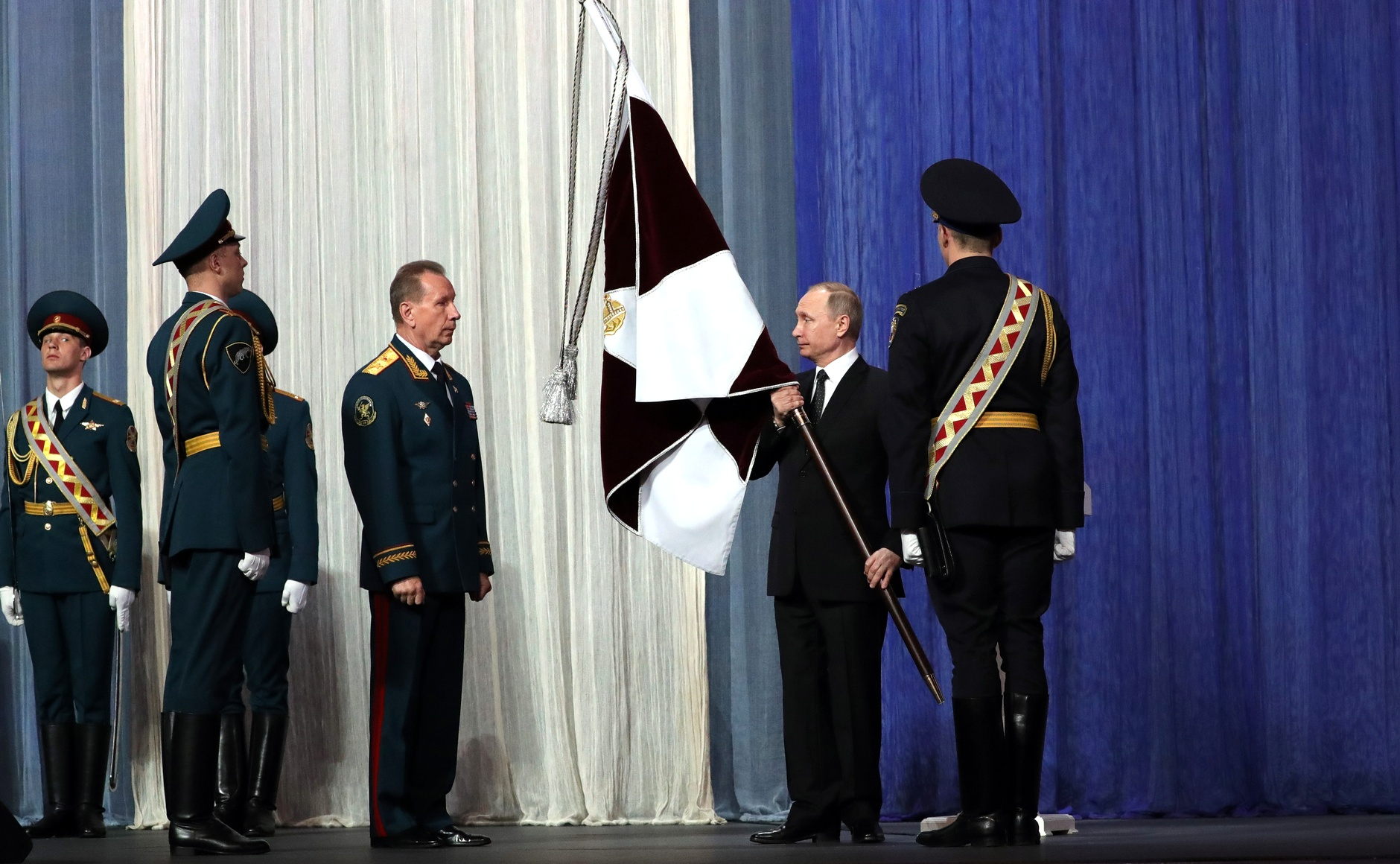
Cerimònia de la Guàrdia Nacional de Rússia

## Nom oficial
El nom complet de la Institució estatal és Servei Federal de Tropes de la Guàrdia Nacional de la Federació de Rússia (en rus: Федеральная служба войск национальной гвардии Российской Федерации). En documents oficials, pot ser referit per l'acrònim romanitzat FSVNG RF (rus: ФСВНГ РФ). En rus, l'acrònim menys formal Rosgvárdiya (rus: Росгвардия, lit. "Guàrdia russa") s'usa comunament.

## Història
Els plans per crear una Guàrdia Nacional directament subordinada al president es van informar a l'abril de 2012, quan alguns periodistes van assumir que la Guàrdia Nacional es formaria per garantir la seguretat i la protecció de l'ordre constitucional sobre la base del MVD rus i altres agències de seguretat, fins i tot a costa de les forces i mitjans pertanyents a les Tropes Aerotransportades, la Força Aèria, l'Armada i la policia militar russes, així com elements d'EMERCOM de Rússia; la reforma d'aparells de seguretat havia estat des de la dècada de 1990. Segons Zdzislaw Sliwa, el concepte d'una organització similar a la Guàrdia Nacional va ser concebut a les protestes russes del 2011–2013.
L'establiment del Servei de la Guàrdia Nacional Federal de Rússia suposadament va causar disturbis al Kremlin a causa del fet que la Guàrdia Nacional assumia diversos deures i funcions que normalment duu a terme el Ministeri de l'Interior. El portaveu de la Presidència russa, Dmitri Peskov, va declarar que el ministre de l'Interior, Vladímir Kolokoltsev, no va dimitir; el portaveu Peskov també va negar que l'establiment de la Guàrdia Nacional signifiqués una crisi de confiança en l'anomenat "silovikí" i va declarar que el Servei de la Guàrdia Federal mantindria les competències; no obstant, no va comentar si els caps llavors en funcions del Servei Federal de Drogues i el Servei Federal de Migració, que els mateixos dies es van sotmetre a una reforma important amb la seva subordinació al Ministeri de l'Interior, mantindrien els seus llocs.

### Establiment
El 5 d'abril del 2016, el president Putin va crear la Guàrdia Nacional de Rússia mitjançant un Decret Presidencial (Ordre Executiva), un acte legal que té la categoria d'estatut.
El 6 d'abril del 2016, el president Vladímir Putin va presentar a la Duma Estatal (la cambra baixa del parlament de l'Assemblea Federal) el projecte de llei marc per a aquest nou cos executiu titulat "Sobre les tropes de la Guàrdia Nacional russa" juntament amb les seves esmenes corresponents que conté una disposició per a la protecció de dones embarassades, nens, persones discapacitades i multituds, que reflecteix literalment les limitacions que ja existeixen a la legislació russa sobre el treball policial:
Es prohibirà l'ús d'armes de foc contra dones amb signes visibles d'embaràs, persones amb signes aparents de discapacitat i persones menors d'edat, excepte en els casos en què aquestes persones oposin resistència armada, assaltin un grup d'atacants o cometin un altre atac que amenaci la vida i la salut dels ciutadans o d'un servei de la Guàrdia Nacional, i també s'ha de prohibir l'ús d'armes de foc a llocs molt concorreguts, si el seu ús pot danyar les persones de manera casual.
El 9 de maig del 2016 la Guàrdia Nacional va desfilar per primera vegada. 400 membres de la Guàrdia Nacional d'ODON Ind. Divisió Motoritzada del Comando de les Forces de la Guàrdia Nacional, Servei de la Guàrdia Nacional Federal de la Federació Russa "Félix Dzerzhinsky" va formar part de la Desfilada del Dia de la Victòria de Moscou 2016.
El 18 de maig del 2016, la Duma de l'estat va aprovar la primera de les tres lectures del projecte de llei que estableix la Guàrdia Nacional. El 22 de juny de 2016, la Duma de l'Estat va aprovar l'última de les tres lectures del projecte de llei, establint així la Guàrdia Nacional, que aviat va seguir el Consell de la Federació.
Els primers membres de la Guàrdia Nacional que es van allistar van prestar els seus juraments militars l'1 de juny de 2016.

### Fases del procés d'establiment
El secretari de premsa de la presidència, Peskov, va dir als reporters que la Guàrdia Nacional va iniciar les operacions abans que la base legal del seu treball fos realment finalitzada. Segons el Director del Servei de la Guàrdia Nacional Federal i el Director de les Forces de la Guàrdia Nacional, Víktor Zolotov, la formació de la Guàrdia Nacional Russa es durà a terme en tres etapes. La primera fase veu la transformació de les Tropes de l'Interior, de les unitats OMON i de les unitats SOBR (prèviament emmarcades dins de la Politsiya) a unitats de la Guàrdia Nacional. El segon pas consisteix a elaborar l'estructura organitzativa i de personal de les tropes, harmonitzar les regulacions i assignar tasques específiques. Finalment, la tercera fase preveu la finalització de totes les activitats organitzatives i linici de lexecució de les tasques encomanades.

## Organització i lideratge
La Guàrdia Nacional de Rússia està directament subordinada al comandant en cap suprem (és a dir, el president de Rússia) amb el titular d'aquesta nova estructura inclosa al Consell de Seguretat com a membre permanent.
La Guàrdia Nacional de Rússia assumirà molts dels deures existents de les forces policials especials, eliminant així l'enllaç sobre el seu ús que existia anteriorment entre el president Putin i el seu ministre de l'Interior, Vladímir Kolokoltsev.
En una revisió important de les agències de seguretat russes, la Guàrdia Nacional, que inclourà tropes del Ministeri de l'Interior, militars de les Forces Armades Russes (inclosos paracaigudistes, força aèria, marina i policia militar), i (com es va proposar el 2012) el Ministeri de Personal de situacions d'emergència (com bombers i rescatistes) compost per conscriptos i personal contractat i assumirà funcions prèviament administrades per la policia antiavalots d'OMON i les forces de reacció ràpida SOBR. Alhora, el Servei Federal de Migració (FMS) i el Servei Federal de Drogues (FSKN) s'incorporaran a l'estructura del Ministeri de l'Interior.
En funcionament, s'espera que la Guàrdia Nacional tingui uns 350 000-400 000 homes. No obstant això, a partir del maig del 2016, el govern rus no va proposar la mida de les forces realment necessàries. El decret presidencial d'establiment assenyala que el procés de transformació s'ha de completar abans de l'1 de juny del 2016.
Pel que fa a les polítiques de personal, el 20 d'abril del 2016, el director de FNGS, Zolotov, va declarar que la Guàrdia Nacional de Rússia ha d'excloure el nomenament d'empleats amb baixa moral i qualitats professionals que hagin comès actes difamatoris.

### Composició
La Guàrdia Nacional de Rússia està organitzada en una estructura composta, que consta de sis elements amplis:
- Comandament de les Forces de la Guàrdia Nacional, que gestiona les unitats operatives (abans pertanyents a les Tropes de l'Interior); incloent l'ODON i el Cos de Servei Naval de la Guàrdia Nacional;
- Centre d'Aviació i Operacions Especials de la Guàrdia Nacional,[29] incloent les unitats especials Zubr, Vityaz, Rus i Yastreb;[25][30]
- Unitats de la Guàrdia Nacional SOBR i OMON;
- Les administracions i altres departaments que exerceixen la supervisió federal sobre armes de foc i la regulació de seguretat privada, la protecció personal i el servei de guàrdies de seguretat del personal del govern, incloent el Centre de Protecció de Seguretat del Personal del Govern Especialment Designat (anteriorment pertanyent al MVD);[25]
- Empresa unitària de l'estat federal "Okhrana" (proporciona serveis de seguretat/resposta ràpida als ciutadans).[25]

### Lideratge
Segons el decret presidencial d?establiment, el Servei de la Guàrdia Nacional Federal forma part del poder executiu, que està encapçalat pel president de Rússia. El Servei Federal està dirigit per un "Director", i el director del servei és simultàniament el comandant del Comando de les Forces de la Guàrdia Nacional. El director té sis directors adjunts, inclòs un primer director adjunt que és alhora cap de gabinet de la Guàrdia Nacional i un "secretari d'estat/subdirector", el cap del Departament Legal és el major general Sergei Babaitsev.
El 5 d'abril del 2016, Viktor Zolotov, excomandant de les tropes interiors de Rússia, i excap del servei de seguretat personal del president rus, va ser nomenat Director del Servei de la Guàrdia Nacional Federal i Comandant del Comando de les Forces de la Guàrdia Nacional i rellevat dels seus deures anteriors, i per un decret presidencial separat també va ser nomenat membre del Consell de Seguretat, a títol personal.
El 20 de maig del 2016, el recent coronel general Sergei Chenchik va ser nomenat cap de l'Estat Major i primer subdirector adjunt del Servei de la Guàrdia Nacional Federal de Rússia. El general Chenchik té un paper important en el sistema de seguretat del nord del Caucas des de finals de la dècada del 1990; segons Valery Dzutsati, el nomenament de Chenchik com a subcap de la Guàrdia Nacional indica que s'ha aprovat el seu enfocament dels problemes de seguretat.
Segons el lloc web oficial, altres posicions principals són les de Comandant de les tropes de la Guàrdia Nacional de la Federació de Rússia, celebrada el 2016 per Oleg Borukayev i Sergei Yerygin.

### Unitat informàtica
Segons Sergey Sukhankin, de la Fundació Jamestown, la Guàrdia Nacional inclou una unitat especial encarregada de les funcions de seguretat informàtica i intel·ligència informàtica. La funció de la unitat és monitorar i analitzar les xarxes socials en línia.

### Organització territorial
L'organització territorial consta de vuit districtes de la Guàrdia Nacional que tenen com a regla el mateix nom del Districte Federal corresponent. Una excepció és el Districte de la Guàrdia Nacional de l'Est, que maneja unitats militars estacionades al territori del Districte Federal de l'Orient Llunyà. A més, els Districtes de la Guàrdia Nacional del Centre i Nord-oest tenen noms complets que inclouen títols honorífics dins d'ells. En total, es creen 8 districtes de la Guàrdia Nacional dels 8 districtes federals; aquests Districtes de la Guàrdia Nacional tenen els mateixos límits, noms i casernes generals que els de les antigues Tropes Internes. Cada Districte de la Guàrdia Nacional se subdivideix a Brigades.
Els oficials de policia són nomenats per al lloc de caps dels Districtes de la Guàrdia Nacional, mentre que els oficials militars són nomenats per als llocs de caps de personal.
Els districtes del Servei de Tropes de la Guàrdia Nacional federal operen directament les forces de tasca, les unitats militars i les altres organitzacions de la Guàrdia Nacional, així com les unitats territorials a nivell regional, com ara els departaments principals d'administració, les estructures de administració local i aquests altres departaments:
- Districte central de la Guàrdia Nacional d'Orsha-Khingan, amb seu a Moscou;
- L'Ordre del Nord-oest del Districte de la Guàrdia Nacional de l'Estrella Roja, amb seu a Sant Petersburg;
- Districte de la Guàrdia Nacional del Volga - amb seu a Nizhny Novgorod;
- Districte de la Guàrdia Nacional del Sud - amb seu a Rostov-on-Don;
- Districte de la Guàrdia Nacional del Caucas del Nord - amb seu a Pyatigorsk;
- Districte de la Guàrdia Nacional dels Urals - amb seu a Iekaterinburg;
- Districte de la Guàrdia Nacional Siberiana - amb seu a Novosibirsk;
- Districte de la Guàrdia Nacional oriental - amb seu a Khabarovsk;

### Organitzacions educatives
Les organitzacions educatives de la Guàrdia Nacional estan directament sota el Director de la Guàrdia Nacional.

#### Institut Militar de les Forces de la Guàrdia Nacional de Sant Petersburg
Ubicat a Sant Petersburg, l'Institut Militar del Comando de les Forces de la Guàrdia Nacional serveix com a centre d'entrenament per al personal del Comando de les Forces de la Guàrdia Nacional de la Guàrdia Nacional de Rússia, inclosos els oficials, oficials de la policia i oficials no comissionats. Es va establir el 4 de setembre del 1947 com l'Acadèmia Central MVD i, des de llavors, ha passat per moltes transformacions abans d'adquirir el títol actual el 2016.